# Friedrich Kauffmann (Landrat)
Friedrich Kauffmann (* 19. August 1883 in London; † 25. Februar 1956) war ein deutscher Jurist und Verwaltungsbeamter.

## Leben
Kauffmann war der Sohn des Unternehmers Emil Kauffmann. Seine Eltern kehrten 1886 nach Baden zurück, wo er in Wertheim und Heidelberg aufwuchs. Er studierte Rechtswissenschaften an den Universitäten Heidelberg und Berlin. Nach der ersten und zweiten juristischen Staatsprüfung promovierte er in Heidelberg (1906). 1909 trat er in den Dienst der badischen Innenverwaltung und ließ sich bereits 1910 für Sprachstudien beurlauben. Von 1911 bis 1920 war er im Reichskolonialdienst tätig, wobei er 1911 bis 1913 im Reichskolonialamt wirkte und dann 1913 die Leitung der Rechts- und Polizeiabteilung am Bezirksamt Lüderitzbucht in Deutsch-Südwestafrika übernahm. Von August 1914 bis Juli 1915 verrichtete er Kriegsdienst in der Schutztruppe für Deutsch-Südwestafrika.
Nach dem Krieg wurde er 1920 Amtmann beim Bezirksamt Heidelberg und wurde 1924 zum Regierungsrat befördert. 1928 übernahm er das Bezirksamt Konstanz. Darauf folgte die Ernennung zum Landrat in Oberkirch (1931), Schopfheim (1934) und Konstanz (1938). 1945 wurde er seines Dienstes enthoben und zwei Monate lang interniert. Kauffmann war zum 1. Mai 1933 der NSDAP beigetreten (Mitgliedsnummer 3.109.132).

## Schriften
- Fritz Kauffmann: Der Begriff des Zuhälters im Reichsstrafgesetzbuch, Dissertation Heidelberg 1906